# Småbladet buksbom
Småbladet Buksbom (Buxus microphylla) er en stedsegrøn busk.
| Portal | Portal:Botanik |

| Botanik | Spire Denne botanikartikel er en spire som bør udbygges. Du er velkommen til at hjælpe Wikipedia ved at udvide den. |